# Monica Zetterlund
Monica Zetterlund foi uma cantora de jazz e atriz de teatro e cinema sueca muito apreciada, no seu país natal. Nasceu em 1937 em Hagfors, e morreu em 2005 em Estocolmo.
Representou a Suécia no Festival da Eurovisão em 1963, com a canção En gång i Stockholm que foi a única canção sueca a obter os indesejados 0 pontos na história do Festival Eurovisão da Canção. Participou em mais de vinte filmes e séries de televisão, designadamente em ”Os Emigrantes” (1971). Foi uma intérprete excecional de música jazz, sendo recordada por muitos suecos pela sua interpretação de Sakta vi gå genom stan (Walking my baby back home de Nat King Cole).

## Alguns discos famosos
- Waltz for Debby (com Bill Evans)
- Sakta vi gå genom stan (Devagar pela cidade) - Walkin' My Baby Back Home 1991

## Algumas canções famosas
- En gång i Stockholm (Uma vez em Estocolmo)
- Sakta vi gå genom stan (Devagar pela cidade - Walkin' My Baby Back Home)
- Att angöra en brygga
- Håll musiken igång
- Var blev ni av, ljuva drömmar?

## Alguns filmes famosos
- Os Emigrantes (Utvandrarna, 1971)
- A Guerra das Maçãs (Äppelkriget,1971)